# Холмушино
Холмушино — село в Усольском районе Иркутской области России. Входит в состав Тайтурского муниципального образования.

## География
Село находится на расстоянии 20 км к северо-западу от рабочего посёлка Белореченский, административного центра района.

## Достопримечательности
Белые скалы, расположенные на севере населенного пункта

## Население
| 2002 | 2010 | 2011 | 2012 |
| ---- | ---- | ---- | ---- |
| 548  | ↘446 | →446 | ↗459 |

### Половой состав
Согласно результатам переписи 2010 года, в селе проживало 446 человек (217 мужчин и 229 женщин).

## Улицы
- ул. Заводская,
- ул. Набережная,
- ул. Новая,
- ул. Совхозная,
- ул. Школьная.

## Инфраструктура
В селе действует школа.